# MØ

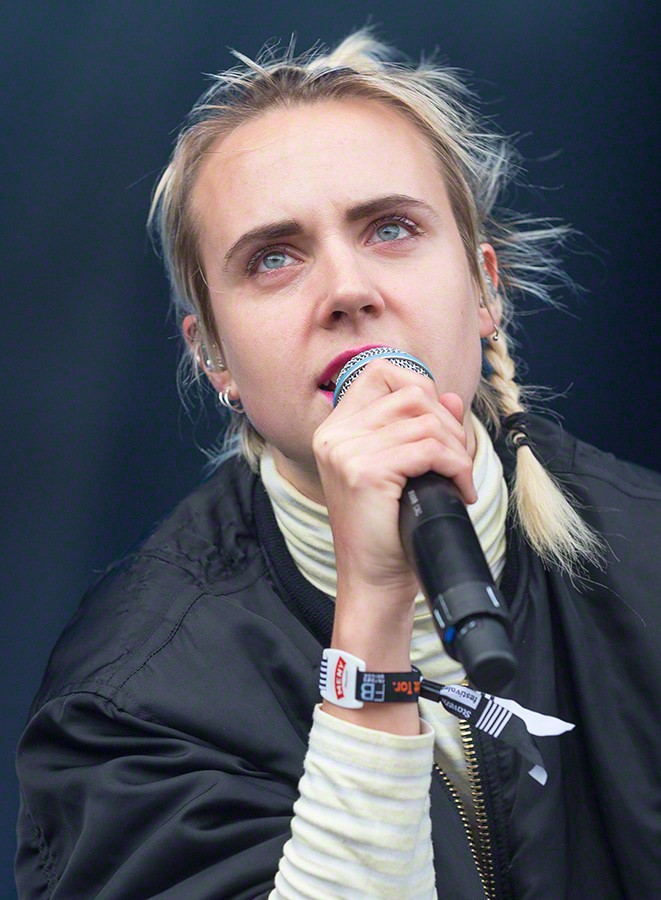
MØ (2016)

MØ (* 13. August 1988 in Odense, Dänemark; eigentlich Karen Marie Ørsted) ist eine dänische Singer-Songwriterin, die bei Sony Music Entertainment unter Vertrag steht. MØ, dänisch für „junge Frau, Mädchen“, gleichzeitig die Initialen von Marie Ørsted, wurde in der Vergangenheit mit Elektropop-Künstlern wie Grimes und Twin Shadow verglichen.

## Leben
Karen Marie Ørsted wuchs in Ubberud auf, einem Dorf in der Nähe von Odense. Ihr Interesse an einer Karriere als Musikerin wurde durch das 1996 erschienene Album Spice der Spice Girls geweckt. Sie lernte Klavier und spielte in verschiedenen Schulbands. Später absolvierte sie eine fünfjährige Ausbildung an der Kunstakademie in Odense (Det Fynske Kunstakademi), die sie im Mai 2013 abschloss.
2007 gründete sie mit Josefine Struckmann in Odense die Electropunk-Band MOR und hatte erste öffentliche Auftritte. 2009 brachte die Band ihre Debüt-EP Fisse i dit fjæs bei Luk Røven/Mastermind Records heraus, 2011 folgte die EP Vanvidstimer. 2009 begann Karen Marie Ørsted gleichzeitig eine Solokarriere unter dem Künstlernamen MØ.
2012 lernte sie den Musiker und Produzenten Ronni Vindahl kennen, mit dem sie seitdem zusammenarbeitet. MØs von ihm produzierte Single Pilgrim stieg im März 2013 in die dänischen Charts ein und erreichte dort Platz 11. Sie erschien auch als Schallplatte mit dem Song Maiden als B-Seite. Im Oktober kam MØs Debüt-Solo-EP Bikini Daze bei Chess Club/RCA Victor heraus. Sie traf auf überwiegend positive Kritiken, so lobte die New Musical Express MØs markante Stimme und Persönlichkeit, mit der sie sich aus der Masse der skandinavischen Elektropop-Musiker hervorhebe. Die EP enthält unter anderem den von Diplo produzierten Song XXX 88, der kurz darauf als Single ausgekoppelt wurde. Das dazugehörige in Los Angeles gedrehte Musikvideo erzielte auf Youtube rund 876.000 Klicks. MØ war außerdem an Aviciis Song Dear Boy (Album True) beteiligt, der im Oktober 2013 Platz 18 der schwedischen Charts erreichte.
Im Herbst 2013 war MØ, unter anderem als Supporting Act von AlunaGeorge und Diplos Musikprojekt Major Lazer, auf Europatour.
MØ, die gegenwärtig in Kopenhagen lebt, nahm dort mit Vindahl ihr Debüt-Album No Mythologies to Follow auf. Es erschien 2014 bei Chess Club/RCA Victor und erreichte Platz 2 der dänischen Charts. Dafür wurde sie im selben Jahr mit dem European Border Breakers Award ausgezeichnet. Bei den Danish Music Awards 2014 gewann sie in den vier Kategorien bester dänischer Solokünstler, Newcomer, bestes Album und Musikvideo.
MØ steuerte den Gesang zu dem am 2. März 2015 veröffentlichten Track Lean On von Major Lazer bei, an dem auch DJ Snake beteiligt war. Es handelte sich um eine Vorab-Auskopplung aus Major Lazers drittem Album Peace is the Mission, das im Juni erschien. Der Song platzierte sich international in den Charts. In Dänemark, der Schweiz, Niederlande, Finnland und Australien wurde er ein Nummer-eins-Hit, in Deutschland erreichte er Platz 4.
Im Jahr 2016 veröffentlichte MØ das Lied Final Song, welches Platz vier in Dänemark sowie weitere Top-20-Platzierungen in Europa erreichte und somit zu ihrer bisher erfolgreichsten Solo-Single avancierte. Sie war außerdem zusammen mit Justin Bieber an Major Lazers Lied Cold Water beteiligt, welches wie Lean On in vielen Ländern die Top 10 der Charts erreichte.
Im Januar 2017 veröffentlichte MØ mit dem englischen House-Duo Snakehips das Lied Don’t Leave, was Platz 11 in Dänemark erreichen konnte. Im April erschien die Single Nights with You. Sechs Monate später veröffentlichte MØ die EP When I Was Young.
Am 19. Oktober 2018 erschien MØs zweites Studioalbum Forever Neverland bei Columbia Records. Es konnte auf Anhieb die Spitze der dänischen Charts erreichen und wurde zum ersten Nummer-eins-Album der Sängerin. Es enthält Gastauftritte von Diplo, What So Not, Two Feet, Charli xcx und Empress Of.
Im Januar 2022 erschien ihr drittes Album Motordrome, ebenfalls bei Columbia Records. Am 15. März 2024 erfolgte zum zehnjährigen Jubiläum ihres Debütalbums No Mythologies to Follow eine Wiederveröffentlichung mit fünf zusätzlichen Titeln. Sie veröffentlichte am 16. Mai 2025 ihr viertes Studioalbum Plæygirl bei RCA Records/Sony Music UK.

## Diskografie

### Alben
| Jahr | Titel Musiklabel                                        | Höchstplatzierung, Gesamtwochen, AuszeichnungChartplatzierungen (Jahr, Titel, Musiklabel, Platzierungen, Wochen, Auszeichnungen, Anmerkungen) | Höchstplatzierung, Gesamtwochen, AuszeichnungChartplatzierungen (Jahr, Titel, Musiklabel, Platzierungen, Wochen, Auszeichnungen, Anmerkungen) | Höchstplatzierung, Gesamtwochen, AuszeichnungChartplatzierungen (Jahr, Titel, Musiklabel, Platzierungen, Wochen, Auszeichnungen, Anmerkungen) | Höchstplatzierung, Gesamtwochen, AuszeichnungChartplatzierungen (Jahr, Titel, Musiklabel, Platzierungen, Wochen, Auszeichnungen, Anmerkungen) | Höchstplatzierung, Gesamtwochen, AuszeichnungChartplatzierungen (Jahr, Titel, Musiklabel, Platzierungen, Wochen, Auszeichnungen, Anmerkungen) | Höchstplatzierung, Gesamtwochen, AuszeichnungChartplatzierungen (Jahr, Titel, Musiklabel, Platzierungen, Wochen, Auszeichnungen, Anmerkungen) | Anmerkungen                                               |
| Jahr | Titel Musiklabel                                        | DE | AT | CH | UK | US | DK | Anmerkungen                                               |
| ---- | ------------------------------------------------------- | --- | --- | --- | --- | --- | --- | --------------------------------------------------------- |
| 2014 | No Mythologies to Follow Chess Club • RCA Victor (Sony) | — | — | — | UK58 (1 Wo.)UK | — | DK2 Platin · (38 Wo.)DK | Erstveröffentlichung: 7. März 2014 Verkäufe: + 20.000     |
| 2018 | Forever Neverland Columbia (Sony)                       | — | — | — | — | — | DK1 Gold · (4 Wo.)DK | Erstveröffentlichung: 19. Oktober 2018 Verkäufe: + 10.000 |
| 2022 | Motordrome Columbia (Sony)                              | — | — | — | — | — | DK9 (2 Wo.)DK | Erstveröffentlichung: 28. Januar 2022                     |
| 2025 | Plæygirl RCA Records (Sony)                             | — | — | — | — | — | — | Erstveröffentlichung: 16. Mai 2025                        |

### EPs
| Jahr | Titel Musiklabel                                | Höchstplatzierung, Gesamtwochen, AuszeichnungChartplatzierungen (Jahr, Titel, Musiklabel, Platzierungen, Wochen, Auszeichnungen, Anmerkungen) | Höchstplatzierung, Gesamtwochen, AuszeichnungChartplatzierungen (Jahr, Titel, Musiklabel, Platzierungen, Wochen, Auszeichnungen, Anmerkungen) | Höchstplatzierung, Gesamtwochen, AuszeichnungChartplatzierungen (Jahr, Titel, Musiklabel, Platzierungen, Wochen, Auszeichnungen, Anmerkungen) | Höchstplatzierung, Gesamtwochen, AuszeichnungChartplatzierungen (Jahr, Titel, Musiklabel, Platzierungen, Wochen, Auszeichnungen, Anmerkungen) | Höchstplatzierung, Gesamtwochen, AuszeichnungChartplatzierungen (Jahr, Titel, Musiklabel, Platzierungen, Wochen, Auszeichnungen, Anmerkungen) | Höchstplatzierung, Gesamtwochen, AuszeichnungChartplatzierungen (Jahr, Titel, Musiklabel, Platzierungen, Wochen, Auszeichnungen, Anmerkungen) | Anmerkungen                            |
| Jahr | Titel Musiklabel                                | DE | AT | CH | UK | US | DK | Anmerkungen                            |
| ---- | ----------------------------------------------- | --- | --- | --- | --- | --- | --- | -------------------------------------- |
| 2013 | Bikini Daze Chess Club • RCA Victor (Sony)      | — | — | — | — | — | — | Erstveröffentlichung: 18. Oktober 2013 |
| 2017 | When I Was Young Chess Club • RCA Victor (Sony) | — | — | — | — | — | DK8 (2 Wo.)DK | Erstveröffentlichung: 26. Oktober 2017 |

### Singles als Leadmusikerin
| Jahr | Titel Album                                          | Höchstplatzierung, Gesamtwochen, AuszeichnungChartplatzierungen (Jahr, Titel, Album, Platzierungen, Wochen, Auszeichnungen, Anmerkungen) | Höchstplatzierung, Gesamtwochen, AuszeichnungChartplatzierungen (Jahr, Titel, Album, Platzierungen, Wochen, Auszeichnungen, Anmerkungen) | Höchstplatzierung, Gesamtwochen, AuszeichnungChartplatzierungen (Jahr, Titel, Album, Platzierungen, Wochen, Auszeichnungen, Anmerkungen) | Höchstplatzierung, Gesamtwochen, AuszeichnungChartplatzierungen (Jahr, Titel, Album, Platzierungen, Wochen, Auszeichnungen, Anmerkungen) | Höchstplatzierung, Gesamtwochen, AuszeichnungChartplatzierungen (Jahr, Titel, Album, Platzierungen, Wochen, Auszeichnungen, Anmerkungen) | Höchstplatzierung, Gesamtwochen, AuszeichnungChartplatzierungen (Jahr, Titel, Album, Platzierungen, Wochen, Auszeichnungen, Anmerkungen) | Anmerkungen                                                               |
| Jahr | Titel Album                                          | DE | AT | CH | UK | US | DK | Anmerkungen                                                               |
| ---- | ---------------------------------------------------- | --- | --- | --- | --- | --- | --- | ------------------------------------------------------------------------- |
| 2013 | Pilgrim No Mythologies to Follow                     | — | — | — | — | — | DK11 Platin · (16 Wo.)DK | Erstveröffentlichung: 15. März 2013 Verkäufe: + 30.000                    |
| 2013 | Walk This Way No Mythologies to Follow               | — | — | — | — | — | DK33 (1 Wo.)DK | Erstveröffentlichung: 15. März 2013                                       |
| 2014 | Don’t Wanna Dance No Mythologies to Follow           | — | — | — | — | — | DK25 Gold (Streaming) · (3 Wo.)DK | Erstveröffentlichung: 17. Januar 2014                                     |
| 2015 | Kamikaze Forever Neverland (Japanese Edition)        | — | — | — | — | — | DK16 Platin · (15 Wo.)DK | Erstveröffentlichung: 15. Oktober 2015 Verkäufe: + 75.000                 |
| 2016 | Final Song Forever Neverland (Japanese Edition)      | DE16 Platin · (24 Wo.)DE | AT11 Gold · (26 Wo.)AT | CH26 (22 Wo.)CH | UK14 Platin · (20 Wo.)UK | US— PlatinUS | DK4 ×3Dreifachplatin · (26 Wo.)DK | Erstveröffentlichung: 12. Mai 2016 Verkäufe: + 2.963.333                  |
| 2016 | Drum –                                               | — | — | — | — | — | DK21 (4 Wo.)DK | Erstveröffentlichung: 7. Oktober 2016                                     |
| 2017 | Don’t Leave –                                        | DE84 (4 Wo.)DE | AT62 (3 Wo.)AT | CH78 (7 Wo.)CH | UK27 Gold · (12 Wo.)UK | US— PlatinUS | DK11 Platin · (8 Wo.)DK | Erstveröffentlichung: 6. Januar 2017 Verkäufe: + 1.770.000; mit Snakehips |
| 2017 | Nights with You Forever Neverland (Japanese Edition) | — | — | CH81 (1 Wo.)CH | — | US— GoldUS | DK21 Platin · (7 Wo.)DK | Erstveröffentlichung: 21. April 2017 Verkäufe: + 640.000                  |
| 2017 | When I Was Young When I Was Young (EP)               | — | — | — | — | — | DK37 (1 Wo.)DK | Erstveröffentlichung: 27. Oktober 2017                                    |
| 2018 | Sun in Our Eyes Forever Neverland                    | — | — | — | — | — | DK36 Gold · (2 Wo.)DK | Erstveröffentlichung: 12. Juli 2018 Verkäufe: + 80.000; mit Diplo         |

Weitere Singles
- 2013: Glass
- 2013: Waste of Time
- 2013: XXX 88 (feat. Diplo)
- 2014: Say You’ll Be There
- 2018: Nostalgia
- 2018: Way Down
- 2018: Imaginary Friend
- 2018: Blur (feat. Foster the People)
- 2019: Bullet with Butterfly Wings
- 2019: On & On
- 2021: Live to Survive
- 2021: Kindness
- 2021: Brad Pitt
- 2021: Goosebumps
- 2022: New Moon (feat. Rebecca Black)
- 2022: True Romance
- 2022: Reckless (mit Gryffin)
- 2022: Spaceman
- 2023: Attack of the Ghost Riders (mit The Raveonettes)
- 2024: Fake Chanel
- 2024: Who Said
- 2024: Wake Me Up

### Singles als Gastmusikerin
| Jahr | Titel Album                       | Höchstplatzierung, Gesamtwochen, AuszeichnungChartplatzierungen (Jahr, Titel, Album, Platzierungen, Wochen, Auszeichnungen, Anmerkungen) | Höchstplatzierung, Gesamtwochen, AuszeichnungChartplatzierungen (Jahr, Titel, Album, Platzierungen, Wochen, Auszeichnungen, Anmerkungen) | Höchstplatzierung, Gesamtwochen, AuszeichnungChartplatzierungen (Jahr, Titel, Album, Platzierungen, Wochen, Auszeichnungen, Anmerkungen) | Höchstplatzierung, Gesamtwochen, AuszeichnungChartplatzierungen (Jahr, Titel, Album, Platzierungen, Wochen, Auszeichnungen, Anmerkungen) | Höchstplatzierung, Gesamtwochen, AuszeichnungChartplatzierungen (Jahr, Titel, Album, Platzierungen, Wochen, Auszeichnungen, Anmerkungen) | Höchstplatzierung, Gesamtwochen, AuszeichnungChartplatzierungen (Jahr, Titel, Album, Platzierungen, Wochen, Auszeichnungen, Anmerkungen) | Anmerkungen                                                                                     |
| Jahr | Titel Album                       | DE | AT | CH | UK | US | DK | Anmerkungen                                                                                     |
| --- | --------------------------------- | --- | --- | --- | --- | --- | --- | ----------------------------------------------------------------------------------------------- |
| 2014 | Beg for It Reclassified           | — | — | — | — | US27 Platin · (16 Wo.)US | — | Erstveröffentlichung: 24. Oktober 2014 Verkäufe: + 1.000.000; Iggy Azalea feat. MØ              |
| 2015 | Lean On Peace Is the Mission      | DE4 ×2Doppelplatin · (68 Wo.)DE | AT3 Platin · (58 Wo.)AT | CH1 ×2Doppelplatin · (65 Wo.)CH | UK2 ×4Vierfachplatin · (79 Wo.)UK | US4 Diamant · (48 Wo.)US | DK1 ×4Vierfachplatin · (48 Wo.)DK | Erstveröffentlichung: 2. März 2015 Verkäufe: + 16.691.000; Major Lazer & DJ Snake feat. MØ      |
| 2016 | Cold Water Major Lazer Essentials | DE2 Platin · (30 Wo.)DE | AT1 Platin · (28 Wo.)AT | CH1 Platin · (31 Wo.)CH | UK1 ×3Dreifachplatin · (32 Wo.)UK | US2 ×4Vierfachplatin · (27 Wo.)US | DK2 ×4Vierfachplatin · (26 Wo.)DK | Erstveröffentlichung: 22. Juli 2016 Verkäufe: + 8.578.333; Major Lazer feat. Justin Bieber & MØ |
| 2018 | Your Lovin’ –                     | — | — | — | UK47 Gold · (11 Wo.)UK | — | — | Erstveröffentlichung: 14. Juni 2018 Verkäufe: + 400.000; Steel Banglez feat. MØ & Yxng Bane     |
| Folgende Lieder erschienen nicht als Single, wurden aber durch das Album zum Download und Streaming bereitgestellt und konnten somit eine Platzierung erlangen: |                                   | | | | | | |                                                                                                 |
| |                                   | | | | | | |                                                                                                 |
| 2025 | Æteren                            | — | — | — | — | — | DK12 (1 Wo.)DK | Artigeardit feat. Vera & MØ                                                                     |

Weitere Gastbeiträge

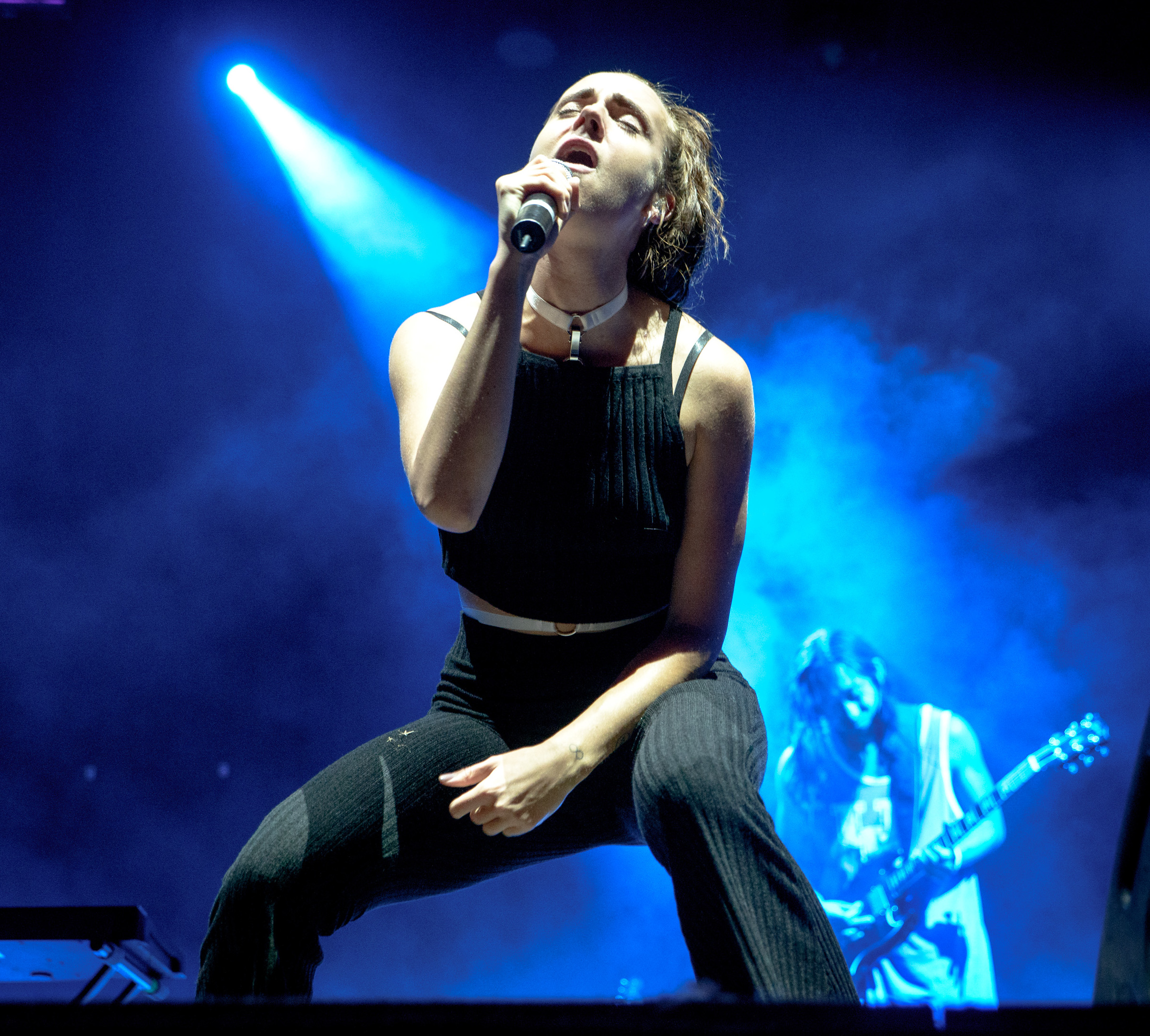
MØ beim Utopia Island (2015)

- 2014: One More (Elliphant feat. MØ)
- 2015: Lost (Major Lazer feat. MØ)
- 2017: 9 (After Coachella) (Cashmere Cat feat. MØ & Sophie)
- 2017: Get It Right (Diplo feat. MØ)
- 2018: We Are… (Noah Cyrus feat. MØ)
- 2018: Stay Open (Diplo feat. MØ)
- 2019: Porsche (Charli XCX feat. MØ)

## Auszeichnungen für Musikverkäufe
| Goldene Schallplatte - Australien - 2017: für die Single Nights With You - 2020: für die Single Sun in Our Eyes - Dänemark - 2022: für die Single Live to Survive - Japan - 2017: für die Single Lean On - 2025: für das Streaming Lean On - Mexiko - 2019: für die Single Kamikaze - Neuseeland - 2016: für die Single Final Song - 2018: für die Single Nights With You - 2019: für die Single Kamikaze - Polen - 2017: für die Single Kamikaze - 2021: für die Single Cold Water - Portugal - 2019: für die Single Lean On Platin-Schallplatte - Chile - 2017: für die Single Final Song - Frankreich - 2017: für die Single Final Song - Italien - 2016: für die Single Final Song - Kanada - 2018: für die Single Don’t Leave - Neuseeland - 2024: für die Single Get It Right - Niederlande - 2016: für die Single Final Song - Polen - 2016: für die Single Lean On - 2017: für die Single Final Song - Portugal - 2017: für die Single Cold Water - Schweden - 2016: für die Single Final Song | 3× Goldene Schallplatte - Mexiko - 2020: für die Single Final Song 2× Platin-Schallplatte - Australien - 2017: für die Single Don’t Leave - Belgien - 2017: für die Single Cold Water - Europa (Impala) - 2016: für die Single Lean On - Kanada - 2015: für die Single Lean On - Neuseeland - 2021: für die Single Don’t Leave 3× Platin-Schallplatte - Australien - 2017: für die Single Final Song - Belgien - 2016: für die Single Lean On - Brasilien - 2024: für die Single Cold Water - 2024: für die Single Lean On - Kanada - 2016: für die Single Cold Water - Norwegen - 2015: für die Single Lean On 4× Platin-Schallplatte - Norwegen - 2020: für die Single Cold Water | 5× Platin-Schallplatte - Italien - 2018: für die Single Cold Water - Neuseeland - 2023: für die Single Cold Water 6× Platin-Schallplatte - Neuseeland - 2023: für die Single Lean On - Schweden - 2015: für die Single Lean On 7× Platin-Schallplatte - Australien - 2018: für die Single Cold Water - Italien - 2017: für die Single Lean On 10× Platin-Schallplatte - Australien - 2021: für die Single Lean On Diamantene Schallplatte - Frankreich - 2017: für die Single Cold Water - 2020: für die Single Lean On |

Anmerkung: Auszeichnungen in Ländern aus den Charttabellen bzw. Chartboxen sind in ebendiesen zu finden.
| Land/RegionAuszeichnungen für Musikverkäufe (Land/Region, Auszeichnungen, Verkäufe, Quellen) | Gold       | Platin         | Diamant     | Verkäufe   | Quellen              |
| -------------------------------------------------------------------------------------------- | ---------- | -------------- | ----------- | ---------- | -------------------- |
| Australien (ARIA)                                                                            | 2× Gold2   | 22× Platin22   | —           | 1.610.000  | aria.com.au          |
| Belgien (BRMA)                                                                               | —          | 5× Platin5     | —           | 150.000    | ultratop.be          |
| Brasilien (PMB)                                                                              | —          | 6× Platin6     | —           | 360.000    | pro-musicabr.org.br  |
| Chile (IFPI)                                                                                 | —          | Platin1        | —           | 80.000     | Einzelnachweise      |
| Dänemark (IFPI)                                                                              | 4× Gold4   | 16× Platin16   | —           | 1.135.000  | ifpi.dk              |
| Deutschland (BVMI)                                                                           | —          | 4× Platin4     | —           | 1.600.000  | musikindustrie.de    |
| Europa (Impala)                                                                              | —          | 2× Platin2     | —           | (800.000)  | Einzelnachweise      |
| Frankreich (SNEP)                                                                            | —          | Platin1        | 2× Diamant2 | 699.999    | snepmusique.com      |
| Italien (FIMI)                                                                               | —          | 13× Platin13   | —           | 650.000    | fimi.it              |
| Japan (RIAJ)                                                                                 | 2× Gold2   | —              | —           | 100.000    | riaj.or.jp           |
| Kanada (MC)                                                                                  | —          | 6× Platin6     | —           | 621.000    | musiccanada.com      |
| Mexiko (AMPROFON)                                                                            | 2× Gold2   | Platin1        | —           | 120.000    | amprofon.com.mx      |
| Neuseeland (RMNZ)                                                                            | 3× Gold3   | 14× Platin14   | —           | 465.000    | radioscope.co.nz     |
| Niederlande (NVPI)                                                                           | —          | Platin1        | —           | 30.000     | nvpi.nl              |
| Norwegen (IFPI)                                                                              | —          | 7× Platin7     | —           | 360.000    | ifpi.no              |
| Österreich (IFPI)                                                                            | Gold1      | 2× Platin2     | —           | 75.000     | ifpi.at              |
| Polen (ZPAV)                                                                                 | 2× Gold2   | 2× Platin2     | —           | 75.000     | olis.pl              |
| Portugal (AFP)                                                                               | Gold1      | Platin1        | —           | 15.000     | Einzelnachweise      |
| Schweden (IFPI)                                                                              | —          | 7× Platin7     | —           | 280.000    | sverigetopplistan.se |
| Schweiz (IFPI)                                                                               | —          | 3× Platin3     | —           | 90.000     | hitparade.ch         |
| Vereinigte Staaten (RIAA)                                                                    | Gold1      | 7× Platin7     | Diamant1    | 17.500.000 | riaa.com             |
| Vereinigtes Königreich (BPI)                                                                 | 2× Gold2   | 8× Platin8     | —           | 5.600.000  | bpi.co.uk            |
| Insgesamt                                                                                    | 19× Gold19 | 128× Platin128 | 3× Diamant3 |            |                      |